# Grande Mosquée Selimiye
Pour les articles homonymes, voir Selimiye.
La Grande Mosquée Selimiye (en Turc : Büyük Selimiye Camii), ou Mosquée Selimiye, est 
une mosquée située dans le district d'Üsküdar à Istanbul en Turquie, près de la 
Caserne Selimiye. Elle fut érigée sur ordre du Sultan ottoman Selim III durant l'année 1801, 
son architecte est cependant inconnu.
La Grande Mosquée Selimiye possède un style occidental, une large cour et quatre portes d'entrée. Après sa 
construction, ses minarets, trop épais, furent rasés puis réajustés.
La mosquée est un chef-d’œuvre de la charpenterie et de marbrerie. Le dôme a une largeur de 
14,6 mètres et compte cinq fenêtres, supporté par quatre demi-dômes.

## Source
- (en) Cet article est partiellement ou en totalité issu de l’article de Wikipédia en anglais intitulé « Büyük Selimiye Mosque » (voir la liste des auteurs).